# MythBusters
MythBusters was een Amerikaans populair-wetenschappelijk programma, dat uitgezonden werd door het commerciële televisiekanaal Discovery Channel en werd gepresenteerd door Jamie Hyneman en Adam Savage. Het commentaar werd geleverd door Robert Lee.
Het programma draait geheel om mythen of broodjeaapverhalen, waarvan wordt geprobeerd ze te ontkrachten of juist te bevestigen. Dit wordt gedaan door de in de mythe in kwestie voorkomende gebeurtenissen na te bootsen.
De serie liep in totaal veertien seizoenen, exclusief pilots en specials.

## Geschiedenis
Het programma werd in 2002 voorgesteld aan Discovery Channel onder de titel Tall Tales or True door producent Peter Rees van Beyond Television Productions, waarna Discovery toestemming gaf om drie pilotafleveringen te maken.
Jamie Hyneman kwam bij het programma dankzij Rees, die hem eerder bezig had gezien bij BattleBots. Hyneman nodigde op zijn beurt Adam Savage uit, met wie hij al vaker had samengewerkt voor reclamefilms. Hij deed dit, omdat hij zichzelf niet interessant genoeg vond voor de kijkers om het programma alleen te presenteren.
MythBusters wordt momenteel uitgezonden in zeven landen, voornamelijk op de lokale versie van Discovery Channel. In sommige landen, waaronder Nederland en België, worden de afleveringen ondertiteld. In andere landen wordt de commentaarstem of de hele serie nagesynchroniseerd.

## Inhoud programma

### Opbouw
Gemiddeld behandelen de MythBusters per aflevering twee of drie mythen. Deze mythen hoeven niet per se aan elkaar gerelateerd te zijn.
In de eerste plaats wordt de mythe onder gecontroleerde omstandigheden zo getrouw mogelijk nagebootst. Vaak worden er deskundigen op het gebied van de mythe, of de bijbehorende omstandigheden, bijgehaald. Op deze manier wordt gekeken of de omstandigheden, zoals beschreven in de mythe, het gewenste resultaat opleveren. Vooraf krijgt de kijker vaak te zien hoe de MythBusters van plan zijn de mythe te gaan testen. Meestal doen ze dit door de test eerst op kleine schaal uit te voeren en dan pas op ware grootte.
Een bijkomend effect is dat de MythBusters vaak zelf ook moeten uitzoeken hoe een mythe precies in elkaar steekt en wat de beste benadering is voor een test. Dit levert voor de kijker vaak hilarische situaties op.
Als blijkt dat de gebeurtenissen die de mythe vormen onmogelijk zijn onder de beschreven omstandigheden, bekijken Savage en Hyneman vaak wat er dan wel voor nodig is om het resultaat, zoals dat in de mythe beschreven wordt, te verkrijgen, bij voorkeur met krachtige apparatuur en explosies: de zogenaamde MythBusters Way.
De methoden van het team zijn meestal niet strikt wetenschappelijk verantwoord, maar wel erg spectaculair. De resultaten zijn soms verrassend, niet in de laatste plaats voor Hyneman en Savage zelf. Savage beschrijft het programma zelf als "Jackass ontmoet Mr Wizard".
Als het de MythBusters is gelukt de omstandigheden te vinden waaronder de gebeurtenissen in de mythe wel kunnen optreden, wordt gekeken of het aannemelijk is dat een dergelijke situatie ooit echt zal plaatsvinden.

### De conclusie
Het onderzoek van een mythe kan drie eindresultaten hebben:
- Confirmed (bevestigd) (aanvankelijk True genoemd): de mythe is waar. Alle gebeurtenissen, zoals beschreven in de mythe, kunnen plaatsvinden of kunnen ooit plaatsgevonden hebben.
- Busted (ontkracht): de mythe is niet waar. Het is technisch onmogelijk dat de gebeurtenissen in de mythe ooit plaatsgevonden hebben of ooit plaats zullen vinden.
- Plausible (plausibel): alles tussen Confirmed en Busted. Mythen die Plausible zijn, zijn vaak alleen onder bijzondere omstandigheden mogelijk of omstandigheden die sterk lijken op de omstandigheden uit de mythe, maar toch daarvan verschillen. Ook mythen waarvan de gebeurtenissen technisch wel kunnen optreden, maar waarvan geen bronnen bestaan die bevestigen dat zij daadwerkelijk een keer hebben plaatsgevonden, krijgen als eindoordeel Plausible.

### Specials
Naast de gewone afleveringen bestaat er een aantal speciale afleveringen. Sommige hiervan zijn geheel gewijd aan mythen rond een bepaald onderwerp. Zo was er ooit een twee uur durende special over haaienmythen en een andere keer een speciale kerstaflevering.
Later zijn er ook enkele speciale afleveringen verschenen waarin een kijkje achter de schermen werd gegeven. Bijvoorbeeld: MythBusters Revealed en Shop 'till you drop (over de favoriete winkels van de MythBusters). Verder was er nog een speciale aflevering geheel gewijd aan nooit eerder vertoonde scènes en een paar minimythen die nooit in het programma waren vertoond.

### Myths Revisited
Ook de MythBusters maken weleens fouten, daar zijn Savage en Hyneman zich wel van bewust. Om die reden zijn ze bereid om mythen waar kijkers nogal veel kritiek op hebben (omdat bijvoorbeeld naar hun mening de test niet goed was) nogmaals te testen. Dit heeft al enkele malen tot verrassende resultaten geleid. Een voorbeeld daarvan is het kippenkanon. Deze mythe was oorspronkelijk als Busted aangemerkt, maar na een extra test bleek hij toch Plausible of zelfs Confirmed te zijn.
In totaal zijn er nu zes MythBusters-afleveringen vertoond die geheel gewijd waren aan het opnieuw testen van oude mythen.

### Censuur
Het programma laat in verband met de veiligheid niet alles zien. Zo worden de namen van chemicaliën altijd onleesbaar gemaakt en wordt bij gevaarlijke experimenten nooit hardop gezegd hoe de MythBusters deze experimenten precies doen. Deze censuur wordt wel op een humoristische manier gedaan. Zo wordt in plaats van het bekende piepgeluid om stukken dialoog weg te censureren een ander (voor de kijker grappig) geluid gebruikt, bijvoorbeeld dierengeluiden en/of sirenes.
Om sluikreclame te voorkomen, worden ook namen en merken van producten onleesbaar gemaakt, overplakt met het MythBusters-logo, tenzij de merknaam uitdrukkelijk voorkomt in de mythe (zoals in de aflevering gewijd aan de reactie tussen Mentos en Coca-Cola light).

## Mythbusten

### De mythen
De mythen die het team probeert te ontkrachten, komen van overal en uit alle tijden. Naast broodjeaapverhalen die al jaren in omloop zijn, testen de MythBusters ook geruchten van het internet, het waarheidsgehalte van spreekwoorden en suggesties die fans opsturen. Zo probeerden de MythBusters of het mogelijk was om met spiegels en zonlicht een Romeinse galei in brand te steken, zoals Archimedes heeft beschreven, maar ook of het mogelijk is een blaastest voor alcohol te misleiden. Ze hebben ook modernere mythen over kogels van ijs, stinkende auto's en pingpongballen behandeld.

### Enkele voorbeelden
- Is het mogelijk om met aan elkaar gelijmde regenjassen een opblaasboot te maken en daarmee van Alcatraz te ontsnappen? (Ja.)
- Is het mogelijk om te waterskiën achter een roeiboot of achter een cruiseschip? (Beide: Ja.)
- Als iemand in het water valt, is het dan mogelijk om de klap op het water te verminderen door eerst een hamer vooruit te gooien? (Nee, dit had geen of vrijwel geen effect.)
- Kun je zweven met een multiplex plaat? (Nee, het werkt juist omgekeerd.)
- Kun je door het eten van een normale hoeveelheid brood met maanzaad een positief resultaat krijgen bij een drugstest? (Ja.)
- Kun je iemand doden met ijskogels, zodat de politie later niets van dit wapen terugvindt? (Nee, ijskogels smelten al door de hitte van het schot.)
- Kan een muntje dat van de bovenste verdieping van een wolkenkrabber valt iemand doden die op de begane grond staat? (Nee. Het doet wel flink zeer, maar het is niet dodelijk.)
- Kun je een gezonken schip bergen door dit te vullen met een grote hoeveelheid pingpongballen? (Ja.)
- Levert een motor met mottenballen in de benzine meer vermogen? (Ja.)
- Kun je het beste rennen of wandelen om zo min mogelijk nat te worden tijdens een regenbui? (Wandelen is het beste, want dan vangt je lichaam de minste regen op en word je dus het minst nat; dit was tenminste de conclusie van de eerste test; de revisited van later toonde juist aan dat rennen beter is dan lopen. Dit was ook al bewezen door een aantal hoogleraren voordat ze het opnieuw gingen testen.)
- Is een olifant bang voor een muis? (Ja; hij loopt echter niet weg, maar er in een grote boog omheen.)

### Grenzen
Niet alle soorten mythen worden getest door de MythBusters. Zo maakte Savage in een interview bekend dat ze nooit mythen rondom buitenaardse wezens of spoken zullen doen, vooral omdat deze niet of nauwelijks na te bootsen zijn.
Ook weigerden ze een keer de mythe van het hondje in de magnetron te testen uit angst dat de hond het niet zou overleven.
Na de (ontkrachte) mythe over "piramidekracht" (zogenaamde bovennatuurlijke krachten die piramiden of piramidevormige voorwerpen zouden bezitten) maakte Savage ook duidelijk dat ze voorlopig geen bovennatuurlijke mythen meer zouden testen.
In het boek MythBusters: The Explosive Truth Behind 30 of the Most Perplexing Urban Legends of All Time (ISBN 1-4169-0929-X) is een lijst opgenomen van mythen die om uiteenlopende redenen waarschijnlijk nooit getest zullen worden.

## Presentatoren

### Adam Savage
Adam Savage vormt vaak een vrolijke noot. Hij is degene met de ringbaard. Hij vertoont hyperactief gedrag en maakt vaak grappen over Hyneman. Zijn bekendste uitspraak is: I reject your reality and substitute my own (Ik verwerp jouw werkelijkheid en vervang deze door de mijne). Hij deed deze uitspraak in de tiende aflevering van MythBusters en sindsdien hoor je hem dit vaak zeggen tijdens de opening van het programma. Daarvoor was een bekende uitspraak "Am I missing... an eyebrow?" (Mis ik... een wenkbrauw?) uit een van de eerste afleveringen waarin hij door een benzine-explosie heel wat haar is kwijtgeraakt maar geen wenkbrauw.

### Jamie Hyneman
Hij is degene met de walrussnor. Jamie Hyneman doet zich voor als geharde man van de wereld. Hij gedraagt zich wat meer ingetogen en houdt erg van explosies: "Jamie wants big boom". Hyneman komt over als iemand die goed uit zijn woorden kan komen, maar in de special MythBusters Revealed bleek dat hij in werkelijkheid niet zo’n vlotte prater is.

### De Junior MythBusters
Sinds seizoen 2 worden Savage en Hyneman geholpen door een team van medewerkers van M5 Industries, het bedrijf van Hyneman. In de VS heten zij het Build Team. Zij helpen Savage en Hyneman met de wat grotere mythen en testen zelf, zonder Savage en Hynemans hulp, een paar kleinere mythen.
- Scottie Chapman: alleen in het tweede seizoen
- Kari Byron
- Tory Belleci
- Grant Imahara: een oude vriend van Belleci, die vanaf het derde seizoen bij het Junior Team hoort. Hij verving Scottie.
- Jessi Combs: Tijdens Kari Byrons zwangerschapsperiode verving Jessi Combs haar. In de aflevering Dive To Survive keerde zij terug.

In de laatste aflevering van seizoen 12 werd echter aangekondigd dat per seizoen 13 (uitgezonden in 2015) de Junior Mythbusters niet meer in de serie mee zullen doen, en dat Adam en Jamie weer de enige presentatoren worden.

### Andere medewerkers
- Buster: niet echt een medewerker (hij is een crashtestdummy), maar wel belangrijk voor het team: hij vangt de zwaarste klappen op.
- Ted: 'neef' van Buster.
- Christine Chamberlain: een medewerkster achter de schermen gedurende seizoen 2.
- Robert Lee: de commentator van het programma. In Europa wordt het commentariëren verzorgd door Robin Banks.

Daarnaast zijn er geregeld mensen te gast bij de MythBusters vanwege hun ervaringen op het gebied van een bepaalde mythe.

## Locaties
De show speelt zich voornamelijk af in het het hoofdgebouw van M5 Industries, het door Jamie Hyneman opgerichte visual effects-bedrijf gevestigd in San Francisco (Californië). Sommige mythen vereisen echter een andere locatie zoals een haven of een verlaten vliegveld. Af en toe moet er zelfs een specifieke plek worden bezocht.
Voor gevaarlijke mythen (zoals met zware explosieven) wordt vaak een afgelegen stuk land opgezocht. Favoriet bij de MythBusters is de Mojavewoestijn.

## Veelgebruikte spullen
Een aantal dingen die vaak gebruikt worden in MythBusters zijn:
- Ballistische Gel: een speciaal soort gel dat ook wordt gebruikt door de FBI. Eenmaal hard heeft de gel wat betreft penetratie en geleidbaarheid vergelijkbare eigenschappen aan menselijk vlees.
- Dode varkens: als er weer eens op iets geschoten moet worden en Buster niet gebruikt wordt.
- Auto’s: oude auto’s van de schroothoop en soms van een fan die graag zijn steentje wil bijdragen aan het programma. Vaak worden ze voorzien van afstandsbediening omdat de mythen waarvoor ze gebruikt worden een explosieve afloop hebben.
- Vuurwapens en explosieven: worden gebruikt voor mythen die om deze dingen vragen. Vaak moeten vuurwapenmythen wel onder toezicht van de politie en/of op een officiële schietbaan worden uitgevoerd.
- Hogesnelheidscamera’s : worden gebruikt om bewegende voorwerpen te filmen gedurende een test, meestal met een meetlat erbij zodat aan de hand van de beelden achteraf de snelheid van de bewegende voorwerpen kan worden bepaald.
- Polycarbonaat schermen: ter bescherming bij mythen met explosieven.
- Katrollen met “Quick-releases”: voor mythen met vallende objecten.
- Schokstickers: worden gebruikt om de schok van een klap of val op een menselijk lichaam te meten ofschoon ze eigenlijk voor postpakketten zijn bedoeld. Deze stickers zijn zo gemaakt dat ze bij blootstelling aan bepaalde versnellingen (g-krachten) breken.
- Reuzel: wordt gebruikt om het glijvermogen van voorwerpen te verhogen.
- pneumatische actuators: om "bovenmenselijke" kracht of snelheid op te wekken bij bijvoorbeeld mythes met zwaarden.
- C-4: Het favoriete explosief van de Mythbusters vanwege de stabiliteit, makkelijke dosering en omdat het alleen ontploft met de ontsteking (vandaar Jamie's bekende uitspraak: 'Gebruik bij twijfel C-4').

## Verwondingen en foutjes
Hoewel veiligheid in MythBusters voorop staat, gaat het niet altijd goed.
- In de mythe van "Cell Phones and Gas Stations" stond Savage iets te dicht bij een benzineontploffing (in de mythe dat een telefoongesprek een benzinestation kon doen ontploffen (is niet zo)) en verloor zo wat haar. Hiervan komt zijn bekende uitspraak: "Am I missing... an eyebrow?" (mis ik ... een wenkbrauw?).
- In de mythe "Exploding Jawbreaker" liepen zowel Savage als Christine lichte brandwonden op.
- Savage en Hyneman onderschatten ooit de kracht van hun zelfgebouwde raketten en vuurden deze af in de werkplaats. Het resultaat was dat Hyneman door de explosie bijna gewond raakte en verscheidene voorwerpen in de werkplaats vlamvatten. De hovercrafts die aan het plafond hingen, waren helemaal vernield.
- Belleci raakte lichtgewond tijdens het testen van de mythe of je met een schommel 360 graden kunt draaien. De schommel was niet gemaakt voor iemand van zijn gewicht en brak midden in een zwaai.
- Belleci viel ook nog eens met een fiets in de aflevering Driveshaft Pole Vault, nadat Byron hem had overgehaald om over een kinderkarretje heen te springen. Alleen een deukje in zijn ego was het gevolg.
- In de "killer card"-mythe liep Hyneman wat papiersneetjes op toen hij zijn lichaam beschikbaar stelde voor het testen van de mythe dat je met speelkaarten iemand dodelijk kunt verwonden
- Savage kwam ooit ten val in een poging een deur in te trappen doordat hij uitgleed over de deurmat.
- Bij "Boom Lift Catapult" kreeg Byron benzine in haar oog. Gelukkig werd het alleen een beetje rood.
- Bij een poging een hovercraft van huis-, tuin- en keukenspullen te bouwen laat Savage zijn lip opzuigen door een stofzuigermotor en gaat later nogal hard onderuit doordat de hovercraft wegglipte.
- Op 25 maart 2009 waren Savage en Hyneman bij het stadje Yolo in Californië (VS). Ze wilden met een explosie onderzoeken of het mogelijk was "To knock someone socks off" (om iemand een klap te geven waarbij iemand uit zijn sokken geslagen wordt). De explosie was enorm. Veel groter dan van tevoren was verwacht. De brandweer was op de hoogte van het experiment, maar ze hadden de buurtbewoners niet gewaarschuwd. In het nabijgelegen stadje sneuvelden tientallen ruiten. Veel mensen waren in paniek. Ze dachten dat er een vliegtuig was neergestort. De presentatoren hebben hun excuses aangeboden en alle ramen laten vervangen. Achteraf kunnen de bewoners er wel om lachen: 'We zijn erg benieuwd naar de uitzending', lieten ze weten aan het lokale televisiestation KCRA3.
- In een uitzending waarbij ze superheldenspullen testten verwondde Hyneman zich. Hij hing met een kabel aan het plafond en de enige manier om weer naar beneden te komen was de kabel doorsnijden. Hierbij sneed hij zich ook in het gezicht.
- Op 6 december 2011 liep een experiment met een kanon, dat werd uitgevoerd in Dublin in Californië, verkeerd. De kanonskogel miste het gewenste projectiel en vloog van het schietterrein af een woonwijk in. Een huis en een auto werden geraakt, maar er raakte niemand gewond.[3][4]

## Populariteit en invloed

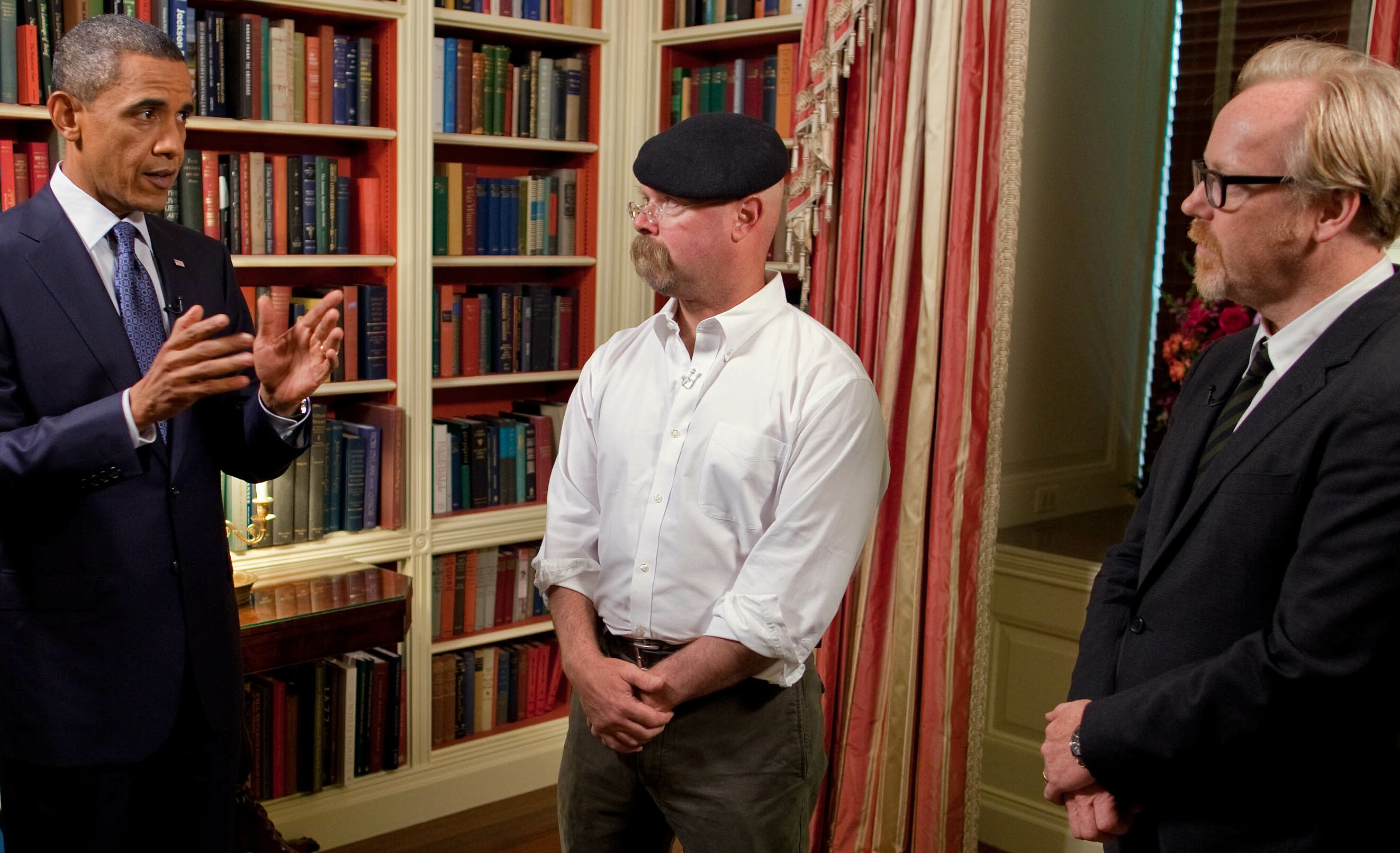
De MythBusters op bezoek bij president Barack Obama.

Hyneman en Savage verschenen in het programma Good Morning America op 8 november 2004.
Hoewel de MythBusters er zelf niet aan meewerkten, werd in het programma Good Eats, in een aflevering getiteld Myth Smashers, een aantal kookmythen getest in de stijl van MythBusters. De presentator, Alton Brown, wilde de aflevering Culinary MythBusters noemen, maar zijn advocaat stond dit niet toe, aangezien MythBusters een beschermde merknaam was.
Hyneman en Savage verschenen in de Late show with David Letterman op 23 mei 2005. Hierin deden ze live een hertest van de "Carried Away" mythe, maar nu met een volwassen persoon. Acteur Paul Newman werd door meer dan 5000 ballonnen opgetild.
G4's X-Play bevatte ook een keer een parodie op MythBusters getiteld "MythCrackers". Hierin proberen twee personen allerlei mythen rondom videospelletjes te ontkrachten.
In mei 2006 gaven de MythBusters een paar "liveoptredens" in theaters. De show bestond uit een interview en discussie, met gelegenheid voor het publiek om vragen te stellen.
Op internet bestaan verschillende ministrips waarin LEGO-figuurtjes van Savage en Hyneman vreemde mythen onderzoeken.
Savage en Hyneman hebben cameo's in de film The Darwin Awards.
In de CSI: Crime Scene Investigation-aflevering "A La Carte" draagt aan het einde de hoofdrolspeler Gil Grissom een baret. Dit is een verwijzing naar de 80e aflevering van MythBusters. In deze aflevering van CSI is er iemand onthoofd met een stuk van een vrachtwagenband. Dit werd getest in de 80e aflevering van MythBusters: daar kijken ze of een persoon kan worden onthoofd met een stuk band van een vrachtwagen. Dit was mogelijk. Savage en Hyneman hebben zelf een cameo in de CSI-aflevering "The Theory of Everything". Hierin zijn ze toeschouwers die notities maken tijdens een experiment of een stroomstootwapen iemands kleding in brand kan laten vliegen.
In oktober 2010 werden Savage en Hyneman uitgenodigd op het Witte Huis door president Barack Obama als onderdeel van de White House Science Fair. Diezelfde maand waren ze ook beiden aanwezig op de Rally to Restore Sanity and/or Fear, waarbij ze met het gehele publiek een onderzoek deden naar de Wave.
In november 2011 kregen Savage en Hyneman beiden een eredoctoraat van de Universiteit Twente.
Alle vijf vaste presentatoren hebben inmiddels ook opgetreden in andere programma's, te weten Head Rush (Byron, 2010-heden); Punkin Chunkin 2010 (Savage en Hyneman); Flying Anvils 2011 (Belleci); Road to Punkin Chunkin 2011 en Punkin Chunkin 2011 (Belleci, Imahara en Byron); Project White Rabbit (Belleci, Imahara en Byron (Netflix)); en Large Dangerous Rocket Ships 2011 (Byron).
In 2014 werden de Mythbusters geïmiteerd door de Epic Rap Battles of History in Ghostbusters vs. Mythbusters. Naast Savage en Hyneman worden ook Belleci, Byron en Imahara geportretteerd.
Savage en Hyneman brengen regelmatig bezoekjes aan Amerikaanse hogescholen om lezingen te geven en vragen te beantwoorden.